# Sportclub 07 Bad Neuenahr 2010-2011
Questa voce raccoglie le informazioni riguardanti lo Sportclub 07 Bad Neuenahr nelle competizioni ufficiali della stagione 2010-2011.

## Divise e sponsor
|  | Casa | Trasferta |

## Organigramma societario
Tratto dal della Federcalcio tedesca (DFB)
Area tecnica
- Allenatore: Thomas Obliers (fino al 21 marzo 2011)
- Allenatore: Mirco Borniger (dal 22 marzo 2011 al 30 giugno 2011)
- Allenatore in seconda: Mirco Borniger (fino al 21 marzo 2011)
- Allenatore in seconda: Bianca Rech (dal 22 marzo 2011 al 30 giugno 2011)
- Allenatore dei portieri: Eskandar Zamani

## Rosa
Rosa, ruoli e numeri di maglia come da sito DFB.
| N. |                     | Ruolo | Calciatrice            |
| -- | ------------------- | ----- | ---------------------- |
| 1  | Germania (bandiera) | P     | Nadine Richter         |
| 2  | Germania (bandiera) | D     | Sarah Schröder         |
| 3  | Germania (bandiera) | D     | Laura Störzel          |
| 4  | Germania (bandiera) | D     | Julia Debitzki         |
| 5  | Germania (bandiera) | D     | Danique Stein          |
| 6  | Germania (bandiera) | C     | Claudia Kalin          |
| 7  | Germania (bandiera) | A     | Célia Okoyino da Mbabi |
| 8  | Germania (bandiera) | C     | Lena Goeßling          |
| 9  | Germania (bandiera) | A     | Nicole Rolser          |
| 10 | Germania (bandiera) | C     | Ramona Petzelberger    |
| 11 | Germania (bandiera) | C     | Nadine Rolser          |
| 12 | Germania (bandiera) | C     | Lisa Kossmann          |
| 14 | Germania (bandiera) | C     | Marie Pyko             |

| N. |                     | Ruolo | Calciatrice            |
| -- | ------------------- | ----- | ---------------------- |
| 15 | Germania (bandiera) | C     | Maren Weingarz         |
| 16 | Germania (bandiera) | A     | Lydia Neumann          |
| 17 | Germania (bandiera) | C     | Sarah Krumscheid       |
| 18 | Germania (bandiera) | D     | Anne-Katrin Westphal   |
| 19 | Germania (bandiera) | C     | Sara Doorsoun          |
| 20 | Germania (bandiera) | D     | Leonie Maier           |
| 21 | Germania (bandiera) | D     | Peggy Kuznik           |
| 22 | Germania (bandiera) | P     | Tina Gadziała          |
| 23 | Germania (bandiera) | P     | Stefanie Kuljevan-Heck |
| 25 | Germania (bandiera) | P     | Nathalie Altmann       |
| 27 | Germania (bandiera) | C     | Anja Selensky          |
| 33 | Germania (bandiera) | D     | Bianca Rech            |

## Calciomercato

### Sessione estiva
| Acquisti | Acquisti       | Acquisti      | Acquisti   |
| R.       | Nome           | da            | Modalità   |
| -------- | -------------- | ------------- | ---------- |
| P        | Tina Gadziała  | TuS Issel     | definitivo |
| P        | Nadine Richter | Wolfsburg     | definitivo |
| D        | Leonie Maier   | Sindelfingen  | definitivo |
| D        | Bianca Rech    | Bayern Monaco | definitivo |
| D        | Danique Stein  | Friburgo      | definitivo |
| C        | Nadine Rolser  | Sindelfingen  | definitivo |
| C        | Nicole Rolser  | Sindelfingen  | definitivo |

| Cessioni | Cessioni        | Cessioni            | Cessioni                       |
| R.       | Nome            | a                   | Modalità                       |
| -------- | --------------- | ------------------- | ------------------------------ |
| P        | Romina Holz     | Saarbrücken         | definitivo                     |
| D        | Feride Bakır    | Bayer Leverkusen    | definitivo                     |
| D        | Isabelle Hawel  | Bad Neuenahr II     | aggregata alla squadra riserve |
| D        | Nadja Kleinikel | Borussia M'gladbach | definitivo                     |
| C        | Anne Bartke     | Jena                | definitivo                     |
| A        | Mirvet Arabaci  | 1. FFC Montabaur    | definitivo                     |

### Sessione invernale
| Acquisti | Acquisti | Acquisti | Acquisti |
| R.       | Nome     | da       | Modalità |
| -------- | -------- | -------- | -------- |
|          |          |          |          |

| Cessioni | Cessioni      | Cessioni         | Cessioni   |
| R.       | Nome          | a                | Modalità   |
| -------- | ------------- | ---------------- | ---------- |
| D        | Danique Stein | Basilea          | definitivo |
| C        | Claudia Kalin | Bayer Leverkusen | definitivo |

## Risultati

### Frauen-Bundesliga

#### Girone di andata
| Arbitro: | Biehl (Siesbach) |

|                                                |           |                            |
| Goeßling 40’, 42’ (rig.) Rolser 63’ Kuznik 72’ | Marcatori | 10’, 55’ Hoffmann 70’ Tarr |

| Arbitro: | Schultz (Wolfsburg) |

|  |           |                                         |
|  | Marcatori | 80’ Maier 85’ Rech 89’ Okoyino da Mbabi |

| Arbitro: | Wenkel (Wehrden) |

|  |           |             |
|  | Marcatori | 52’ Mirlach |

| Arbitro: | Illing (Limbach-Oberfrohna) |

|                                    |           |            |
| Garefrekes 17’, 42’, 65’ Prinz 69’ | Marcatori | 10’ Rolser |

| Arbitro: | Herrmann (Mönchengladbach) |

|                                                 |           |                 |
| Goeßling 5’, 79’ Okoyino da Mbabi 24’, 31’, 87’ | Marcatori | 35’ Feiersinger |

| Arbitro: | Kunick (Lissa) |

|            |           |  |
| Mittag 84’ | Marcatori |  |

| Arbitro: | Dietz |

|             |           |                                              |
| Jakabfi 19’ | Marcatori | 4’ Pyko 40’, 54’ Rolser 79’ Okoyino da Mbabi |

| Arbitro: | Müller-Schmäh (Potsdam) |

|  |           |                       |
|  | Marcatori | 57’ Popp 77’ Islacker |

| Arbitro: | Söder (Norimberga) |

|  |           |                                                                        |
|  | Marcatori | 17’, 22’, 39’ Okoyino da Mbabi 26’ Rolser 53’ Goeßling 64’, 90’ Kuznik |

| Arbitro: | Derlin (Bad Schwartau) |

|                                                                  |           |  |
| Rolser 36’, 72’, 76’ Maier 49’ Kossmann 88’ Okoyino da Mbabi 90’ | Marcatori |  |

| Arbitro: | Wozniak (Herne) |

|           |           |                                                         |
| Bakır 21’ | Marcatori | 23’, 26’ Okoyino da Mbabi 75’ Petzelberger 78’ Goeßling |

#### Girone di ritorno
| Arbitro: | Wenkel (Wehrden) |

|                    |           |            |
| Malinowski 5’, 62’ | Marcatori | 50’ Rolser |

| Arbitro: | Illing (Limbach-Oberfrohna) |

|                                   |           |                                                                                |
| Goeßling 9’ Jokuschies 77’ (aut.) | Marcatori | 11’ Kameraj 43’ Simon 51’ Crnogorčević 57’ Göransson 60’ Zweigler 84’ Schubert |

| Arbitro: | Kunick (Lissa) |

|               |           |                              |
| Wimbersky 33’ | Marcatori | 44’ Rolser 84’ (aut.) Aigner |

| Arbitro: | Wozniak (Herne) |

|  |           |                                                                                             |
|  | Marcatori | 25’ Smisek 29’, 34’ Garefrekes 59’ (rig.), 61’, 76’ (rig.) Prinz 79’ Behringer 88’ Thunebro |

| Arbitro: | Herrmann (Mönchengladbach) |

|                                                   |           |                                |
| Feiersinger 16’ Laue 26’ Wermelt 46’ Aschauer 88’ | Marcatori | 28’ Rolser 38’ (aut.) Pollmann |

| Arbitro: | Storch-Schäfer (Petersberg) |

|                         |           |                                       |
| Kuznik 48’ Goeßling 58’ | Marcatori | 27’ Zietz 43’, 64’, 85’, 86’ Bajramaj |

| Arbitro: | Kurtes (Düsseldorf) |

|                  |           |                        |
| Petzelberger 73’ | Marcatori | 28’ Jakabfi 86’ Wagner |

| Arbitro: | Kunick (Lissa) |

|                |           |  |
| Grings 2’, 90’ | Marcatori |  |

| Arbitro: | Rafalski (Baunatal) |

|                                 |           |           |
| Kuznik 62’ Okoyino da Mbabi 74’ | Marcatori | 25’ Treml |

| Arbitro: | Illing (Limbach-Oberfrohna) |

|                     |           |                        |
| Arend 29’ Trach 33’ | Marcatori | 15’, 70’ Rech 85’ Pyko |

| Arbitro: | Eisenhardt (Holzgerlingen) |

|                                          |           |         |
| Okoyino da Mbabi 10’, 21’, 63’, 71’, 80’ | Marcatori | 35’ Dej |

### DFB-Pokal der Frauen
| Arbitro: | Elsner (Duisburg) |

|  |           |              |
|  | Marcatori | 90’ Doorsoun |

| Bad Neuenahr-Ahrweiler 24 ottobre 2010, ore 14:00 CEST Ottavi di finale                                            | Bad Neuenahr | 7 – 0 referto | Saarbrücken | Apollinarisstadion (350 spett.) |
| \| \| \| \| \| Okoyino da Mbabi 26’, 68’ Rech 28’, 45’ Rolser 65’ Goeßling 70’ Petzelberger 75’ \| Marcatori \| \| |              |               |             |                                 |
| |              |               |             |                                 |
| Okoyino da Mbabi 26’, 68’ Rech 28’, 45’ Rolser 65’ Goeßling 70’ Petzelberger 75’                                   | Marcatori    |               |             |                                 |

| Arbitro: | Wozniak (Herne) |

|                                           |           |             |
| Okoyino da Mbabi 55’ Maier 80’ Rolser 88’ | Marcatori | 65’ Kameraj |

| Arbitro: | Hussein (Bad Harzburg) |

|                                      |           |                     |
| Pohlers 7’ Smisek 13’ Garefrekes 58’ | Marcatori | 62’ (rig.) Goeßling |

## Statistiche

### Statistiche di squadra
| Competizione         | Punti | In casa | In casa | In casa | In casa | In casa | In casa | In trasferta | In trasferta | In trasferta | In trasferta | In trasferta | In trasferta | Totale | Totale | Totale | Totale | Totale | Totale | DR  |
| Competizione         | Punti | G       | V       | N       | P       | Gf      | Gs      | G            | V            | N            | P            | Gf           | Gs           | G      | V      | N      | P      | Gf     | Gs     | DR  |
| -------------------- | ----- | ------- | ------- | ------- | ------- | ------- | ------- | ------------ | ------------ | ------------ | ------------ | ------------ | ------------ | ------ | ------ | ------ | ------ | ------ | ------ | --- |
| Frauen-Bundesliga    | 33    | 11      | 5       | 0       | 6       | 27      | 30      | 11           | 6            | 0            | 5            | 27           | 18           | 22     | 11     | 0      | 11     | 54     | 48     | +6  |
| DFB-Pokal der Frauen | -     | 2       | 2       | 0       | 0       | 10      | 1       | 2            | 1            | 0            | 1            | 2            | 3            | 4      | 3      | 0      | 1      | 12     | 4      | +8  |
| Totale               | -     | 13      | 7       | 0       | 6       | 37      | 31      | 13           | 7            | 0            | 5            | 29           | 21           | 26     | 14     | 0      | 12     | 66     | 52     | +14 |

### Andamento in campionato
| Giornata  | 1 | 2 | 3 | 4 | 5 | 6 | 7 | 8 | 9 | 10 | 11 | 12 | 13 | 14 | 15 | 16 | 17 | 18 | 19 | 20 | 21 | 22 |
| --------- | - | - | - | - | - | - | - | - | - | -- | -- | -- | -- | -- | -- | -- | -- | -- | -- | -- | -- | -- |
| Luogo     | C | T | C | T | C | T | T | C | T | C  | T  | T  | C  | T  | C  | T  | C  | C  | T  | C  | T  | C  |
| Risultato | V | V | P | P | V | P | V | P | V | V  | V  | P  | P  | V  | P  | P  | P  | P  | P  | V  | V  | V  |
| Posizione | 5 | 3 | 4 | 6 | 5 | 6 | 5 | 5 | 5 | 4  | 4  | 4  | 5  | 5  | 5  | 6  | 7  | 7  | 7  | 7  | 7  | 6  |

Legenda:

Luogo: C = Casa; T = Trasferta. Risultato: V = Vittoria; N = Pareggio; P = Sconfitta.

### Statistiche delle giocatrici
| Giocatore           | Frauen-Bundesliga | Frauen-Bundesliga | Frauen-Bundesliga | Frauen-Bundesliga | DFB-Pokal der Frauen | DFB-Pokal der Frauen | DFB-Pokal der Frauen | DFB-Pokal der Frauen | Totale   | Totale | Totale      | Totale     |
| Giocatore           | Presenze          | Reti              | Ammonizioni       | Espulsioni        | Presenze             | Reti                 | Ammonizioni          | Espulsioni           | Presenze | Reti   | Ammonizioni | Espulsioni |
| ------------------- | ----------------- | ----------------- | ----------------- | ----------------- | -------------------- | -------------------- | -------------------- | -------------------- | -------- | ------ | ----------- | ---------- |
| N. Altmann          | 1                 | -6                | 0                 | 0                 | -                    | -                    | -                    | -                    | 1        | -6     | 0           | 0          |
| J. Debitzki         | 10                | 0                 | 0                 | 0                 | 2                    | 0                    | 0                    | 0                    | 12       | 0      | 0           | 0          |
| S. Doorsoun         | 20                | 0                 | 2                 | 0                 | 4                    | 1                    | 0                    | 0                    | 24       | 1      | 2           | 0          |
| T. Gadziała         | 5                 | -11               | 0                 | 0                 | 1                    | -3                   | 0                    | 0                    | 6        | -14    | 0           | 0          |
| L. Goeßling         | 22                | 8                 | 4                 | 0                 | 4                    | 2                    | 0                    | 0                    | 26       | 10     | 4           | 0          |
| C. Kalin            | 9                 | 0                 | 0                 | 0                 | 2                    | 0                    | 0                    | 0                    | 11       | 0      | 0           | 0          |
| L. Kossmann         | 5                 | 1                 | 0                 | 0                 | 0                    | 0                    | 0                    | 0                    | 5        | 1      | 0           | 0          |
| S. Krumscheid       | 1                 | 0                 | 0                 | 0                 | -                    | -                    | -                    | -                    | 1        | 0      | 0           | 0          |
| S. Kuljevan-Heck    | -                 | -                 | -                 | -                 | -                    | -                    | -                    | -                    | -        | -      | -           | -          |
| P. Kuznik           | 22                | 5                 | 3                 | 0                 | 3                    | 0                    | 0                    | 0                    | 25       | 5      | 3           | 0          |
| L. Maier            | 21                | 2                 | 2                 | 0                 | 4                    | 1                    | 0                    | 0                    | 25       | 3      | 2           | 0          |
| L. Neumann          | 7                 | 0                 | 0                 | 0                 | 2                    | 0                    | 0                    | 0                    | 9        | 0      | 0           | 0          |
| C. Okoyino da Mbabi | 19                | 17                | 4                 | 0                 | 4                    | 3                    | 0                    | 0                    | 23       | 20     | 4           | 0          |
| R. Petzelberger     | 20                | 2                 | 0                 | 0                 | 4                    | 1                    | 1                    | 0                    | 24       | 3      | 1           | 0          |
| M. Pyko             | 16                | 2                 | 0                 | 0                 | 3                    | 0                    | 0                    | 0                    | 19       | 2      | 0           | 0          |
| B. Rech             | 16                | 3                 | 4                 | 0                 | 4                    | 2                    | 0                    | 0                    | 20       | 5      | 4           | 0          |
| N. Richter          | 16                | -31               | 0                 | 0                 | 3                    | -1                   | 0                    | 0                    | 19       | -32    | 0           | 0          |
| Na. Rolser          | 15                | 1                 | 1                 | 0                 | 2                    | 0                    | 0                    | 0                    | 17       | 1      | 1           | 0          |
| Ni. Rolser          | 21                | 10                | 1                 | 0                 | 4                    | 2                    | 0                    | 0                    | 25       | 12     | 1           | 0          |
| S. Schröder         | 15                | 0                 | 0                 | 0                 | 2                    | 0                    | 0                    | 0                    | 17       | 0      | 0           | 0          |
| A. Selensky         | 2                 | 0                 | 0                 | 0                 | 0                    | 0                    | 0                    | 0                    | 2        | 0      | 0           | 0          |
| D. Stein            | 3                 | 0                 | 0                 | 0                 | 1                    | 0                    | 0                    | 0                    | 4        | 0      | 0           | 0          |
| L. Störzel          | 20                | 0                 | 5                 | 0                 | 3                    | 0                    | 0                    | 0                    | 23       | 0      | 5           | 0          |
| M. Weingarz         | 2                 | 0                 | 0                 | 0                 | 1                    | 0                    | 0                    | 0                    | 3        | 0      | 0           | 0          |
| A-K. Westphal       | 1                 | 0                 | 0                 | 0                 | 1                    | 0                    | 0                    | 0                    | 2        | 0      | 0           | 0          |